# Sant Ciergue de Vernason
Sant Ciergue de Vernason (oficialment Saint-Cirgues-en-Montagne) és un municipi francès situat al departament de l'Ardecha i a la regió d'Alvèrnia-Roine-Alps. L'any 2007 tenia 251 habitants.

## Demografia

### Població
El 2007 la població de fet de Saint-Cirgues-en-Montagne era de 251 persones. Hi havia 115 famílies de les quals 40 eren unipersonals (24 homes vivint sols i 16 dones vivint soles), 39 parelles sense fills, 32 parelles amb fills i 4 famílies monoparentals amb fills.
La població ha evolucionat segons el següent gràfic:
Habitants censats

### Habitatges
El 2007 hi havia 343 habitatges, 123 eren l'habitatge principal de la família, 207 eren segones residències i 12 estaven desocupats. 276 eren cases i 60 eren apartaments. Dels 123 habitatges principals, 95 estaven ocupats pels seus propietaris, 23 estaven llogats i ocupats pels llogaters i 6 estaven cedits a títol gratuït; 7 tenien dues cambres, 37 en tenien tres, 35 en tenien quatre i 45 en tenien cinc o més. 55 habitatges disposaven pel capbaix d'una plaça de pàrquing. A 58 habitatges hi havia un automòbil i a 38 n'hi havia dos o més.

### Piràmide de població
La piràmide de població per edats i sexe el 2009 era:
| Homes | Edats   | Dones |
| ----- | ------- | ----- |
| 0     | 95 o +  | 4     |
| 0     | 90 a 94 | 4     |
| 0     | 85 a 89 | 8     |
| 12    | 80 a 84 | 0     |
| 16    | 75 a 79 | 12    |
| 16    | 70 a 74 | 8     |
| 16    | 65 a 69 | 12    |
| 16    | 60 a 64 | 12    |
| 8     | 55 a 59 | 4     |
| 8     | 50 a 54 | 16    |
| 8     | 45 a 49 | 8     |
| 4     | 40 a 44 | 4     |
| 4     | 35 a 39 | 0     |
| 8     | 30 a 34 | 4     |
| 20    | 25 a 29 | 12    |
| 8     | 20 a 24 | 12    |
| 4     | 15 a 19 | 0     |
| 0     | 10 a 14 | 4     |
| 0     | 5 a 9   | 4     |
| 0     | 0 a 4   | 4     |

## Economia
El 2007 la població en edat de treballar era de 141 persones, 112 eren actives i 29 eren inactives. De les 112 persones actives 104 estaven ocupades (65 homes i 39 dones) i 8 estaven aturades (3 homes i 5 dones). De les 29 persones inactives 8 estaven jubilades, 10 estaven estudiant i 11 estaven classificades com a «altres inactius».

### Ingressos
El 2009 a Saint-Cirgues-en-Montagne hi havia 127 unitats fiscals que integraven 256 persones, la mediana anual d'ingressos fiscals per persona era de 11.831,5 €.

### Activitats econòmiques
Dels 41 establiments que hi havia el 2007, 4 eren d'empreses alimentàries, 1 d'una empresa de fabricació d'altres productes industrials, 6 d'empreses de construcció, 6 d'empreses de comerç i reparació d'automòbils, 4 d'empreses de transport, 10 d'empreses d'hostatgeria i restauració, 1 d'una empresa de serveis, 6 d'entitats de l'administració pública i 3 d'empreses classificades com a «altres activitats de serveis».
Dels 10 establiments de servei als particulars que hi havia el 2009, 1 era una oficina de correu, 1 paleta, 2 fusteries, 2 lampisteries, 2 perruqueries i 2 restaurants.
Dels 7 establiments comercials que hi havia el 2009, 1 era una botiga de menys de 120 m², 2 fleques, 2 carnisseries, 1 una botiga de roba i 1 una botiga d'equipament de la llar.
L'any 2000 a Saint-Cirgues-en-Montagne hi havia 7 explotacions agrícoles.

## Equipaments sanitaris i escolars
L'únic equipament sanitari que hi havia el 2009 era una ambulància.
El 2009 hi havia una escola elemental. Saint-Cirgues-en-Montagne disposava d'un col·legi d'educació secundària amb 87 alumnes.

## Poblacions més properes
El següent diagrama mostra les poblacions més properes.